# Habib Diarra
Mouhamadou Habib Diarra (Guédiawaye, 3 januari 2004) is een Senegalees voetballer die doorgaans als middenvelder speelt. Hij verruilde RC Strasbourg in juli 2025 voor Sunderland. In 2024 debuteerde Diarra voor Senegal.

## Interlandcarrière
Diarra speelde in de jeugd bij FC Mulhouse en RC Strasbourg. Op 18 augustus 2021 tekende hij zijn eerste profcontract. Op 17 oktober 2021 debuteerde hij in de Ligue 1, tegen Saint-Étienne.

## Clubcarrière
Diarra werd geboren in Senegal en verhuisde op jonge leeftijd naar Frankrijk. Hij speelde voor diverse Franse nationale jeugdelftallen. Op 22 maart 2024 debuteerde hij voor Senegal tegen Gabon.